# Frailea friedrichii
Frailea friedrichii ist eine Pflanzenart in der Gattung Frailea aus der Familie der Kakteengewächse (Cactaceae). Das Artepitheton friedrichii ehrt den deutschen Fotografen und Kakteensammler Adolfo M. Friedrich (1897–1987), der sich 1930 in Paraguay niederließ.

## Beschreibung
Frailea friedrichii wächst meist einzeln mit dunkelgrünen bis kupferroten Körpern. Die Körper erreichen bei Durchmessern von 3 Zentimetern Wuchshöhen von bis zu 3 Zentimetern. Die 17 bis 20 Rippen sind senkrecht angeordnet und in Höcker gegliedert. Die darauf befindlichen anfangs braunen, 1,5 Millimeter auseinanderstehenden Areolen verkahlen später. Die dünnen Dornen sind bernsteinfarben. Es sind bis zu zwei abstehende und leicht gebogene Mitteldornen vorhanden, die jedoch auch fehlen können. Die bis zu 15 Randdornen sind ausstrahlend und kammförmig. Sie sind 3 bis 4 Millimeter lang.
Die zitronengelben Blüten sind trichterförmig, bis zu 2 Zentimeter lang und erreichen ebensolche Durchmesser. Die mit hellbraunen Haaren und Borsten besetzten Früchte sind 1 bis 1,5 Zentimeter lang.

## Verbreitung und Systematik
Frailea friedrichii  ist in Paraguay verbreitet.
Die Erstbeschreibung wurde 1971 von Albert Frederik Hendrik Buining und Günther Moser veröffentlicht.

## Nachweise